# محمد رشیدیان
محمد رشیدیان (زاده ۱۳۱۷ بهبهان - ۲۸ خرداد ۱۳۹۲) نماینده دوره‌های دوره نخست، دوم، سوم و ششم مجلس شورای اسلامی به‌عنوان نماینده حوزهٔ انتخابیهٔ آبادان، از استان خوزستان در مجلس شورای اسلامی حضور داشت. او همچنین نماینده مجلس خبرگان قانون اساسی از خوزستان بود.